# Klodvig III

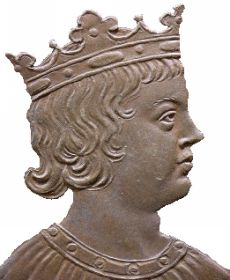
Klodvig III.

Klodvig III, död 676, var frankisk merovingisk kung av Neustrien, Burgund och Austrasien 675–676. Förmodad son till Klodvig II och Balthild (alternativt Theoderik III eller Chlothar III).
Ebroin, maior domus i Neustrien, ställde Klodvig III mot Theoderik III då den senare skulle krönas med målet att erövra kungens privilegier för egen del. Klodvig kröntes så till kung under tiden Ebroin säkerställde sina privilegier. Klodvig var en marionettkung, och det är möjligt att Ebroin helt enkelt uppfann honom för sina syften, att personen i själva verket aldrig var av merovingisk ätt och av den orsaken brukar ibland Klodvig IV kallas Klodvig III. 
Under alla omständigheter utövade Klodvig III aldrig någon som helst makt under sin knappa regeringstid. När väl Ebroin ansåg att det var dags återinsattes Theoderik III som kung och Klodvig III övergavs. Hans vidare öde förblir okänt vilket kan tolkas som att han blev mördad.